# ベルント・フライターク・フォン・ローリングホーフェン
ベルント・フライヘア（男爵）・フライターク・フォン・ローリングホーフェン（独: Bernd Freiherr Freytag von Loringhoven, 1914年2月6日 – 2007年2月27日）は、ドイツの軍人。ドイツ国防軍少佐を経て、ドイツ連邦軍中将、ドイツ連邦軍総監代行。

## 経歴
ロシア帝国支配下のエストニア・アレンスブルクでドイツ系貴族の家庭に生まれる。1年間ケーニヒスベルク大学で法学を学んだ後、1933年に国軍に入隊。1937年に陸軍少尉に昇進した。
第二次世界大戦では1942年にスターリングラード攻防戦に従軍、最後の飛行機でスターリングラードから脱出した。ドイツ十字章金章を受章。1944年7月20日にヒトラー暗殺未遂事件が発生した際、親族のヴェッセル・フライターク・フォン・ローリングホーフェンが実行犯の爆弾調達係をしていたため、加担の嫌疑をかけられた。しかし1944年7月から参謀本部少佐として、参謀総長ハインツ・グデーリアンやハンス・クレープスの副官を務め、総統地下壕で行われる毎日の作戦会議の準備を担当していた。ベルリンが陥落する直前、アドルフ・ヒトラーから脱出の許可を得て、ゲルハルト・ボルト大尉とともにハーフェル川を越えて西に逃れ、イギリス軍の捕虜となった。
捕虜となっている期間、イギリスの歴史家ヒュー・トレヴァー＝ローパーからヒトラーの最期の日々についての聞き取りを受けている。1948年に釈放された後はミュンヘンに住んで出版の仕事をしたが、1956年に新生ドイツ連邦軍に加入。少将当時の1963年から翌年にかけて第19装甲擲弾兵旅団長。1967年から1969年まで、第5装甲師団長。1969年から1973年まで、ドイツ連邦軍総監代行を務めた。1973年に中将を最後に退役した。
ヒトラーに間近で接していた経験を持つことから、その体験談を尋ねられることが多かった。2004年の映画『ヒトラー 〜最期の12日間〜』の考証にも参画している。その体験談をまとめた書籍は2005年に最初フランスで出版され、ついでドイツ語や英語に翻訳されている。ミュンヘンで死去した。

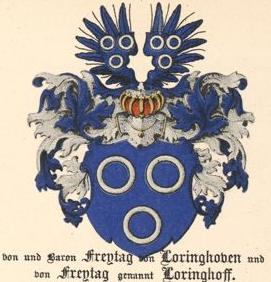
フライターク・フォン・ローリングホーフェン家の紋章

## 家族
フライターク・フォン・ローリングホーフェン家は12世紀から続くヴェストファーレン貴族の家系である。二度結婚し、二番目の妻との間に息子アルントをもうけた。アルントは2007年から2010年まで連邦情報局副長官を務めていた。

## 栄典

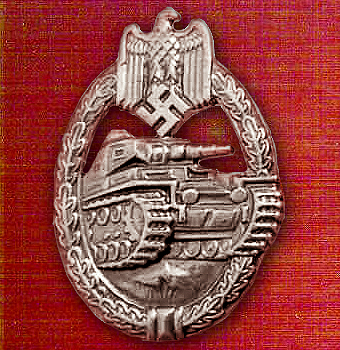
戦車突撃章

- 1939年版鉄十字章
  - 二級鉄十字章
  - 一級鉄十字章
- ドイツ十字章金章
- 戦車突撃章
- 聖ヨハネ騎士団ナイト（英語版）

## 著書
- （François d' Alançonとの共著）：In the Bunker with Hitler. The Last Witness Speaks, London 2006. ISBN 0-297-84555-1（英語版）

| 軍職                                  | 軍職                                          | 軍職                                            |
| ------------------------------------- | --------------------------------------------- | ----------------------------------------------- |
| 先代 ハンス＝ゲオルク・テンペルホーフ | 第3装甲師団司令官 1967年4月1日-1967年9月30日  | 次代 ヴァルター・カラガニコ                     |
| 先代 ハインツ・フークルハイム         | 第5装甲師団司令官 1967年10月1日-1969年4月30日 | 次代 ハンス＝ヨアヒム・フォン・ホップフガルテン |
| 先代 ヘルベルト・ブシュ               | 連邦軍副総監 1971年-1973年                    | 次代 カール・シュネル                           |